# Balaustrada (João Pessoa)
A Balaustrada é um monumento localizado na Avenida João da Mata S/N, no bairro de Jaguaribe, João Pessoa, Paraíba. O logradouro, tombado pelo Iphan desde agosto de 1980, foi erigido em 1918 pelo governador Francisco Camilo de Holanda e é formado por um belo conjunto arquitetônico de bancos antigos e artisticamente bem trabalhados, além do mirante em si.